# Brachionus mirus
Brachionus mirus är en hjuldjursart som beskrevs av Daday 1905. Brachionus mirus ingår i släktet Brachionus och familjen Brachionidae. Inga underarter finns listade i Catalogue of Life.